# Supermode
|  | Sammenskrivningsforslag Artiklen Supermode er foreslået føjet ind i Steve Angello. (Siden oktober 2018) Diskutér forslaget |

Supermode er en Techno/Dance-gruppe fra Sverige. Gruppen består af DJ Steve Angello og DJ Axwell.
| Musikgruppe | Spire Denne artikel om en svenske musikgruppe er en spire som bør udbygges. Du er velkommen til at hjælpe Wikipedia ved at udvide den. |